# Hinojosas de Calatrava
Hinojosas de Calatrava település Spanyolországban, Ciudad Real tartományban. Hinojosas de Calatrava Puertollano, Mestanza, Solana del Pino, Fuencaliente és Cabezarrubias del Puerto községekkel határos. Lakosainak száma 508 fő (2024).

## Népesség
A település népessége az elmúlt években az alábbi módon változott:
| Lakosok száma | 751  | 706  | 635  | 595  | 539  | 498  | 500  | 536  | 503  | 508  |
|               | 2001 | 2004 | 2006 | 2009 | 2011 | 2014 | 2016 | 2019 | 2021 | 2024 |